# اقتصاد سانت لوسيا
سانت لوسيا هي واحدة من جزر أنتيل ويندوارد، وهي مجموعة من الجزر الواقعة قبالة الساحل الجنوبي الشرقي لأمريكا الشمالية. نظراً لحجمها الصغير والنقص النسبي في الموارد الجيولوجية فإن اقتصادها يعتمد العقد 2000 في المقام الأول على بيع الموز، والدخل الناتج من السياحة، مع مدخلات إضافية من التصنيع على نطاق صغير.